# ДендиДиана
«ДендиДиана» — студийный альбом русского музыканта Александра Ф. Скляра, изданный в 2004 году.

## Список композиций
Все песни написаны Александром Ф. Скляром и Евгением Головиным (кроме отмеченной).
| №   | Название                             | Длительность |
| --- | ------------------------------------ | ------------ |
| 1.  | «Бонго»                              | 3:54         |
| 2.  | «Кто спит…» (слова - Александр Грин) | 2:36         |
| 3.  | «Цветы II»                           | 2:37         |
| 4.  | «Хорош!»                             | 3:37         |
| 5.  | «Компас»                             | 4:59         |
| 6.  | «Ах!»                                | 2:53         |
| 7.  | «Тугуан Ту Пег»                      | 2:49         |
| 8.  | «Ananke»                             | 5:37         |
| 9.  | «Песни»                              | 3:57         |
| 10. | «Цветы»                              | 2:00         |
| 11. | «Драка»                              | 2:35         |
| 12. | «Девочка-малютка»                    | 3:48         |
| 13. | «Парагвай»                           | 3:00         |